# Cardiophorus cyanipennis
Cardiophorus cyanipennis là một loài bọ cánh cứng trong họ Elateridae. Loài này được Mulsant & Wachanru miêu tả khoa học năm 1852.